# Suchá Loz
Suchá Loz är en ort i Tjeckien.   Den ligger i distriktet Okres Uherské Hradiště och regionen Zlín, i den östra delen av landet, 270 km sydost om huvudstaden Prag. Suchá Loz ligger 297 meter över havet och antalet invånare är 1 078.
Terrängen runt Suchá Loz är kuperad åt sydost, men åt nordväst är den platt.Runt Suchá Loz är det ganska glesbefolkat, med 43 invånare per kvadratkilometer. Närmaste större samhälle är Uherský Brod, 7,8 km nordväst om Suchá Loz. Trakten runt Suchá Loz består till största delen av jordbruksmark.